# Кубок Німеччини з футболу 1994—1995
Кубок Німеччини з футболу 1994—1995 — 52-й розіграш кубкового футбольного турніру в Німеччині. У кубку взяли участь 64 команди. Переможцем кубка Німеччини втретє стала Боруссія (Менхенгладбах).

## Другий раунд
| Команда 1                     | Рахунок         | Команда 2                |
| ----------------------------- | --------------- | ------------------------ |
| 9 вересня 1994                |                 |                          |
| Ваттеншайд 09 (2)             | 1:3             | Кельн                    |
| 10 вересня 1994               |                 |                          |
| Мюнхен 1860                   | 1:1 дч пен. 4:1 | Баєр 04                  |
| Айнтрахт (Франкфурт-на-Майні) | 0:0 дч пен. 3:4 | Вольфсбург (2)           |
| Ульм 1846 (3)                 | 0:1             | Штутгарт                 |
| Шальке 04                     | 3:2             | Гамбург                  |
| Штутгартер Кікерс (3)         | 4:0             | Зальмрор-1921 (3)        |
| Фестенбергсгройт (3)          | 5:1             | Гомбург (2)              |
| Теніс Боруссія (3)            | 3:4             | Санкт-Паулі (2)          |
| Динамо (Дрезден)              | 1:0             | Баєр 05 Юрдінген         |
| Фортуна (Кельн) (2)           | 2:1 дч          | Бохум                    |
| Карлсруе СК                   | 3:2 дч          | Вальдгоф (2)             |
| 11 вересня 1994               |                 |                          |
| Кікерс (Оффенбах) (3)         | 0:1             | Боруссія (Менхенгладбах) |
| Ганновер 96 (2)               | 0:2             | Саарбрюкен (2)           |
| Баварія (аматори) (3)         | 2:2 дч пен. 4:1 | Хемніцер (2)             |
| 14 вересня 1994               |                 |                          |
| Дуйсбург                      | 0:2             | Майнц 05 (2)             |
| 20 вересня 1994               |                 |                          |
| Кайзерслаутерн                | 6:3 дч          | Боруссія (Дортмунд)      |

## Третій раунд
| Команда 1                | Рахунок         | Команда 2           |
| ------------------------ | --------------- | ------------------- |
| 25 жовтня 1994           |                 |                     |
| Боруссія (Менхенгладбах) | 6:4             | Майнц 05 (2)        |
| Саарбрюкен (2)           | 1:4             | Санкт-Паулі (2)     |
| Кельн                    | 2:1             | Динамо (Дрезден)    |
| 26 жовтня 1994           |                 |                     |
| Мюнхен 1860              | 1:2 дч          | Шальке 04           |
| 1 листопада 1994         |                 |                     |
| Штутгартер Кікерс (3)    | 0:2             | Карлсруе СК         |
| Фестенбергсгройт (3)     | 1:1 дч пен. 3:4 | Вольфсбург (2)      |
| 8 листопада 1994         |                 |                     |
| Кайзерслаутерн           | 7:3             | Фортуна (Кельн) (2) |
| Баварія (аматори) (3)    | 2:2 дч пен. 7:6 | Штутгарт            |

## Чвертьфінали
| Команда 1                | Рахунок | Команда 2       |
| ------------------------ | ------- | --------------- |
| 7 березня 1995           |         |                 |
| Кайзерслаутерн           | 4:2     | Санкт-Паулі (2) |
| Баварія (аматори) (3)    | 1:2     | Вольфсбург (2)  |
| 8 березня 1995           |         |                 |
| Кельн                    | 2:1     | Карлсруе СК     |
| Боруссія (Менхенгладбах) | 3:2     | Шальке 04       |

## Півфінали
| Команда 1                | Рахунок | Команда 2      |
| ------------------------ | ------- | -------------- |
| 11 квітня 1995           |         |                |
| Кельн                    | 0:1     | Вольфсбург (2) |
| 12 квітня 1995           |         |                |
| Боруссія (Менхенгладбах) | 1:0 дч  | Кайзерслаутерн |

## Фінал
| 24 червня 1995 18:00 (CET) |

| Боруссія (Менхенгладбах)            | 3:0      | Вольфсбург |
| ----------------------------------- | -------- | ---------- |
| Далін 13' Еффенберг 61' Геррліх 86' | Протокол |            |

| Олімпіаштадіон, Берлін Глядачів: 75 717 Арбітр: Еуген Штрігель |